# Psychotria revoluta
Psychotria revoluta är en måreväxtart som beskrevs av Dc.. Psychotria revoluta ingår i släktet Psychotria och familjen måreväxter. Inga underarter finns listade i Catalogue of Life.